# Komunální volby na Slovensku 1994
Volby do orgánů samosprávy obcí na Slovensku v roce 1994 nebo také komunální volby v roce 1994 byly volby zastupitelů zastupitelstev,  starostů obcí a primátorů v roce 1994. Zúčastnilo se jich 52,42 % z 3 859 180 registrovaných voličů. Tyto volby byly první tohoto typu v samostatné SR. 
Volby se konaly ve dnech 18. a 19. listopadu 1994. Konaly se jen asi jeden a půl měsíce po parlamentních volbách. Oproti posledním komunálním volbám z roku 1990 volební účast byla nižší přes 10 %. Nejvyšší volební účast dosáhl okres Svidník, kde o svých zástupcích přišlo rozhodnout více než 70 % oprávněných voličů. Naopak nejmenší zájem o volby byl v Bratislavě, kde k urnám přišla pouze třetina Bratislavanů. V 92 obcích se komunální volby ani neuskutečnily nebo v nich nebyl zvolen starosta nebo dostatečný počet zastupitelů.  

## Výsledky

### Nejúspěšnější politické subjekty v počtu zastupitelů městských a obecních zastupitelstev
| \| Zvolení zastupitelé městských a obecních zastupitelstev podle politické podpory \| Zvolení zastupitelé městských a obecních zastupitelstev podle politické podpory \| Zvolení zastupitelé městských a obecních zastupitelstev podle politické podpory \| Zvolení zastupitelé městských a obecních zastupitelstev podle politické podpory \| Zvolení zastupitelé městských a obecních zastupitelstev podle politické podpory \| \| ------------------------------------------------------------------------------- \| ------------------------------------------------------------------------------- \| ------------------------------------------------------------------------------- \| ------------------------------------------------------------------------------- \| ------------------------------------------------------------------------------- \| \| \| \| \| \| \| \| HZDS \| HZDS \| \| 23,06 % \| 23,06 % \| \| KDH \| KDH \| \| 20,5 % \| 20,5 % \| \| SDĽ \| SDĽ \| \| 15,87 % \| 15,87 % \| \| NEKA \| NEKA \| \| 7,81 % \| 7,81 % \| \| Spolužitie \| Spolužitie \| \| 6,32 % \| 6,32 % \| \| HP SR \| HP SR \| \| 4,6 % \| 4,6 % \| \| MKDH \| MKDH \| \| 3,91 % \| 3,91 % \| \| SNS \| SNS \| \| 3,82 % \| 3,82 % \| \| DS \| DS \| \| 3,51 % \| 3,51 % \| |            |  |         |         |
| Zvolení zastupitelé městských a obecních zastupitelstev podle politické podpory |            |  |         |         |
| |            |  |         |         |
| HZDS | HZDS       |  | 23,06 % | 23,06 % |
| KDH | KDH        |  | 20,5 %  | 20,5 %  |
| SDĽ | SDĽ        |  | 15,87 % | 15,87 % |
| NEKA | NEKA       |  | 7,81 %  | 7,81 %  |
| Spolužitie | Spolužitie |  | 6,32 %  | 6,32 %  |
| HP SR | HP SR      |  | 4,6 %   | 4,6 %   |
| MKDH | MKDH       |  | 3,91 %  | 3,91 %  |
| SNS | SNS        |  | 3,82 %  | 3,82 %  |
| DS | DS         |  | 3,51 %  | 3,51 %  |

### Nejúspěšnější politické subjekty v počtu primátorů
| \| Zvolení primátoři a starostové pode politické podpory \| Zvolení primátoři a starostové pode politické podpory \| Zvolení primátoři a starostové pode politické podpory \| Zvolení primátoři a starostové pode politické podpory \| Zvolení primátoři a starostové pode politické podpory \| \| ----------------------------------------------------- \| ----------------------------------------------------- \| ----------------------------------------------------- \| ----------------------------------------------------- \| ----------------------------------------------------- \| \| \| \| \| \| \| \| NEKA \| NEKA \| \| 28,84 % \| 28,84 % \| \| SDĽ \| SDĽ \| \| 17,98 % \| 17,98 % \| \| HZDS \| HZDS \| \| 15,98 % \| 15,98 % \| \| KDH \| KDH \| \| 15,24 % \| 15,24 % \| \| Spolužitie \| Spolužitie \| \| 4,66 % \| 4,66 % \| \| HP SR \| HP SR \| \| 2,46 % \| 2,46 % \| \| DS \| DS \| \| 2,31 % \| 2,31 % \| \| MOS \| MOS \| \| 2,21 % \| 2,21 % \| \| KSÚ \| KSÚ \| \| 2,06 % \| 2,06 % \| |            |  |         |         |
| Zvolení primátoři a starostové pode politické podpory |            |  |         |         |
| |            |  |         |         |
| NEKA | NEKA       |  | 28,84 % | 28,84 % |
| SDĽ | SDĽ        |  | 17,98 % | 17,98 % |
| HZDS | HZDS       |  | 15,98 % | 15,98 % |
| KDH | KDH        |  | 15,24 % | 15,24 % |
| Spolužitie | Spolužitie |  | 4,66 %  | 4,66 %  |
| HP SR | HP SR      |  | 2,46 %  | 2,46 %  |
| DS | DS         |  | 2,31 %  | 2,31 %  |
| MOS | MOS        |  | 2,21 %  | 2,21 %  |
| KSÚ | KSÚ        |  | 2,06 %  | 2,06 %  |

### Zvolení primátoři ve velkých slovenských městech
- Bratislava – Peter Kresánek (KDH, DÚ, DS, NDS, SPŽSR) – 41,86 %
- Košice – Rudolf Schuster (nez.) – 39,1 %
- Prešov – Juraj Kopčák (KDH) – 35,36 %
- Žilina – Ján Slota (SNS) – 42,12 %
- Nitra – Vladimír Labant (nez.) – 27,48%
- Banská Bystrica – Igor Presperín (SDĽ) – 35,96 %
- Trnava – Štefan Bošnák (KDH) – 31,71 %
- Martin – Stanislav Bernát (nez.) – 39,63 %,
- Poprad – Štefan Kubík (KDH) – 30,55 %,
- Prievidza – Ivan Vaňo (nez.) – 31,5 %.

Složení Zastupitelstva hlavního města Bratislavy po volbách v roce 1994.

### Složení zastupitelstva v Bratislavě (80 zastupitelů)
- DU – 22 mandáty
- KDH – 16 mandáty
- HZDS – 11 mandáty
- SDĽ – 9 mandáty
- DS – 9 mandáty
- NDS – 2 mandáty
- SNS – 2 mandáty
- SPŽSR – 2 mandáty
- SL – 1 mandáty
- BEZ – 1 mandátůy
- 5 nezávislých zastupitelů